# Eriosema longicalyx
Eriosema longicalyx är en ärtväxtart som beskrevs av John Wesley Grear. Eriosema longicalyx ingår i släktet Eriosema och familjen ärtväxter. IUCN kategoriserar arten globalt som livskraftig. Inga underarter finns listade i Catalogue of Life.